# Firestarter (lied)
"Firestarter" is een nummer van de Britse dancegroep The Prodigy. Het is de eerste single van het album The Fat of the Land uit 1997, en de tiende single van de band in totaal. Op 18 maart 1996 werd het nummer eerst in Europa, de VS en Canada op single uitgebracht en op 31 maart volgden Australië, Nieuw-Zeeland en Japan.

## Achtergrond
Het was in thuisland het Verenigd Koninkrijk ook de eerste nummer 1-hit van The Prodigy in de UK Singles Chart; de single bleef drie weken op 1 staan.
De single werd niet alleen in het Verenigd Koninkrijk een grote hit, maar kreeg ook wereldwijd veel aandacht. Zo werd in Tsjechië, Hongarije, Finland en Noorwegen de nummer 1-positie behaald. In Australië de 22e, Nieuw-Zeeland de 3e, VS de 30e, Canada de 3e, Ierland, Zweden en de Eurochart Hot 100 de 2e en in Duitsland de 6e positie. 
In Nederland was de single in week 13 van 1996 de 162e Megahit op Radio 3FM en werd een radiohit. In de publieke hitlijst; toentertijd de Mega Top 50 op Radio 3FM, werd de 14e positie bereikt en in de Nederlandse Top 40 op destijds Radio 538 werd de 8e positie bereikt. 
In België bereikte de single de 17e positie in de Vlaamse Ultratop 50, de  20e positie in de Vlaamse Radio 2 Top 30 en de 15e positie in de Waalse Ultratop 50. 
Torre Florim van de Nederlandse band De Staat heeft in 2012 een cover van deze single uitgebracht. 
De single bevat samples van de weinig bekende single Hellraiser van Genaside II.
Sinds de editie van december 2014 staat de single genoteerd in de jaarlijkse NPO Radio 2 Top 2000 van de Nederlandse publieke radiozender NPO Radio 2, met als hoogste notering een 725e positie in 2019.

## NPO Radio 2 Top 2000
| Nummer met noteringen in de NPO Radio 2 Top 2000 | '14 | '15 | '16  | '17  | '18 | '19 | '20 | '21 | '22 | '23 | '24 |
| ------------------------------------------------ | --- | --- | ---- | ---- | --- | --- | --- | --- | --- | --- | --- |
| Firestarter                                      | 901 | 913 | 1018 | 1096 | 935 | 725 | 792 | 804 | 861 | 856 | 898 |

1. ↑  Een vetgedrukt getal geeft de hoogste notering aan.
2. ↑  2014 was het eerste jaar met een notering voor dit nummer.